# Hoplosternum littorale
O  Hoplosternum littorale, popularmente chamado no Brasil de tamoatá (ou a variante tamboatá e ainda caborja ou camborja) é uma espécie de peixe demersal de água doce, com preferência por águas pantanosas, pertencente à família Callichthyidae, ordem Siluriformes.

## Distribuição
É nativo das bacias amazônicas do Amazonas e do Orinoco, embora tenha ampla distribuição na América do Sul na porção leste dos Andes, desde o norte da Argentina até os rios das Guianas e Venezuela, incluindo as bacias do Paraná e rio Paraguai e sistemas costeiros do sul do Brasil.
Foi identificado em pequena quantidade no Alto Paraná e na bacia do rio São Francisco; foi sugerido que essas ocorrências representem que tenham ali sido introduzidas,  o que certamente ocorreu no Indian River Lagoon, da Flórida.

## Características
Considerado peixe de tamanho médio, os machos podem atingir um comprimento de 24 cm.
O H. littorale possui uma carapaça de placas e tem a região dorso-ventral comprimida.
Os machos crescem até um tamanho médio e máximo maior que as fêmeas e, durante a estação reprodutiva, desenvolvem depósitos de gordura na barbatana peitoral e uma espinha peitoral recurvada alongada que muitas vezes assume uma cor avermelhada. Machos com espinhas peitorais recurvadas não são encontrados fora do período reprodutivo.

## Ecologia
Suas atividades não-reprodutivas, como alimentação e deslocamentos, são principalmente noturnas. Atinge a idade máxima de quatro anos de vida. A dieta do H. littorale consiste essencialmente em invertebrados bentônicos e detritos.
Prefere habitar as áreas alagadas e pantanosas, como as da foz do rio Amazonas e do Orinoco, Dessa forma não é encontrado em riachos de florestas tropicais e rios de águas claras que drenam o solo das regiões pré-cambrianas da Guiana ou o Escudo Brasileiro, onde a água é extremamente pobre em minerais dissolvidos. Esta espécie está restrita aos pântanos da América do Sul tropical e subtropical e às planícies aluviais dos rios de águas claras da Amazônia originários dos Andes. Tais ambientes são caracterizados por baixos níveis de oxigênio dissolvido e condições marcadamente sazonais causadas principalmente por flutuações pluviométricas.

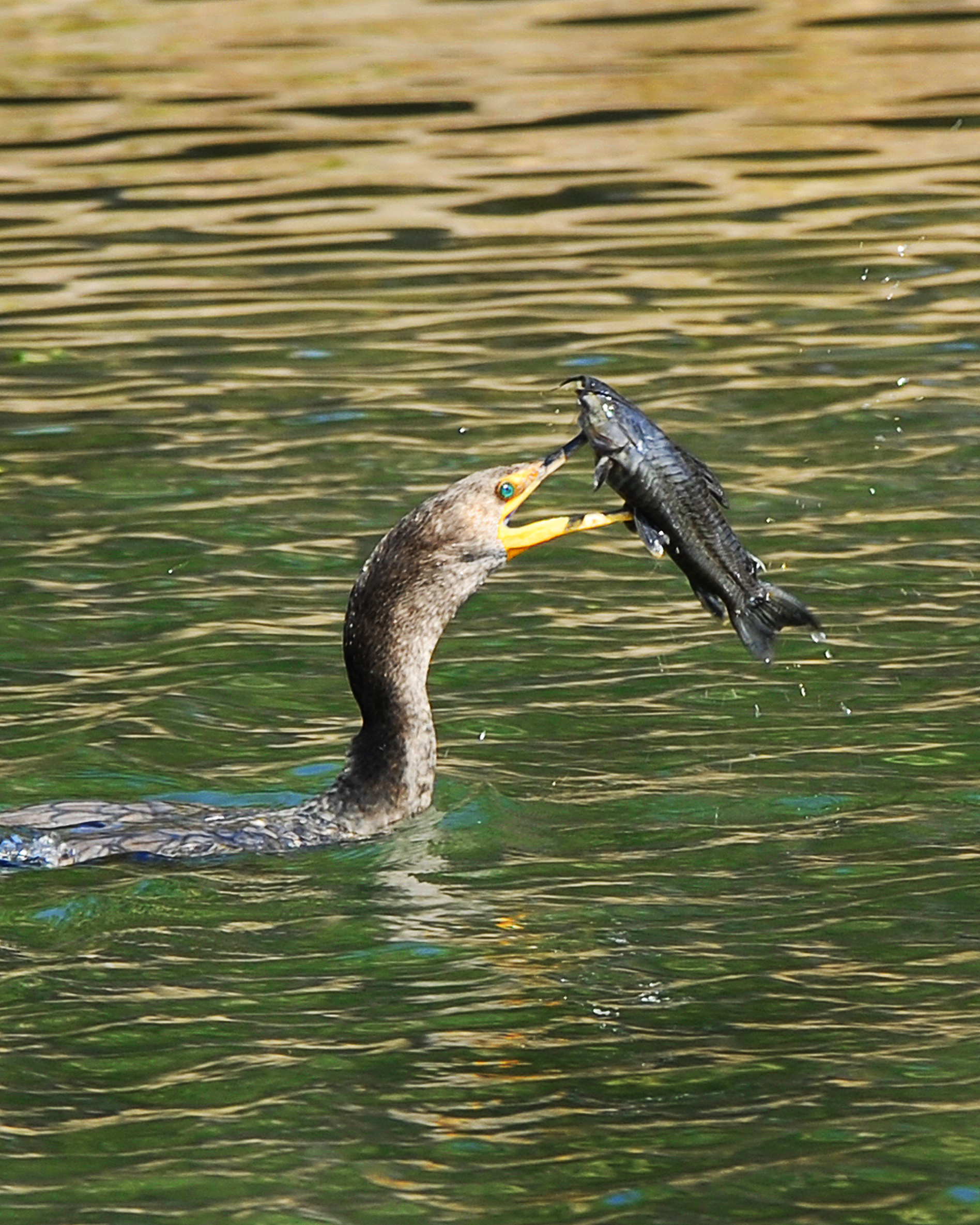
H. littorale sendo predado por corvo-marinho-de-orelhas, na Flórida.

Sua respiração ocorre tanto pelas guelras quanto pelos intestinos. Porém, a respiração intestinal não se manifesta já quando eclode dos ovos, e o desenvolvimento do intestino respiratório ocorre durante todo o período juvenil (até 32 dias de idade). As larvas recém-eclodidas não têm a capacidade de respirar ar pelos intestinos; entretanto, é possível que elas absorvam oxigênio através da pele neste ponto, antes que as placas da armadura se desenvolvam. Logo depois, entre 12 e 23 dias de idade, os jovens têm a capacidade de respirar ar, mas o intestino respiratório ainda não terminou de se desenvolver. O intestino respiratório está bem desenvolvido entre 24 e 32 dias de vida.
O H. littorale possui dois tipos de hemoglobina: anódica e catódica. A hemoglobina anódica tem uma afinidade relativamente baixa com o oxigênio e tem marcante efeito de Bohr, enquanto a hemoglobina catódica não possui efeitos significativos de pH. Nesse peixe, a hemoglobina catódica tem um pronunciado efeito de Bohr invertido, no qual a afinidade pelo oxigênio aumenta com a diminuição do pH. A hemoglobina catódica tem a finalidade de salvaguardar o transporte de oxigênio para os tecidos sob condições hipóxicas e acidóticas.
A dieta de H. littorale varia de acordo com a idade. Os peixes imaturos alimentam-se principalmente de pequenos crustáceos aquáticos, especialmente Cladocera, Ostracodos, Copépodes e Eubranchipoda. As larvas de quironomídeos são itens importantes na dieta de jovens e adultos. A dieta dos adultos é dominada por detritos mistos, insetos terrestres, micro-crustáceos e besouros aquáticos durante a estação seca, e detritos mistos e larvas de quironomídeos durante a estação chuvosa.

## Reprodução
A primeira reprodução ocorre após um ano de vida. A desova é desencadeada pelas primeiras chuvas e ocorre na estação quente e chuvosa.
Como os demais membros da família Callichthyidae, constrói um ninho de bolhas; entre os Callichthyidae, esta espécie é relatada como tendo a estrutura de ninho mais complexa. O ninho, em forma de cúpula, é rico em oxigênio: nas condições hipóxicas da água dos pântanos tropicais, a principal função do ninho de bolhas parece ser fornecer oxigênio aos ovos em desenvolvimento, elevando-o acima da superfície da água e, ao mesmo tempo, protegendo-o da dessecação. Pode também servir para proteger a ninhada contra predadores, regular a temperatura, identificar o centro do território do macho e sincronizar as atividades reprodutivas. As atividades de construção de ninhos geralmente duram de 1 000 a 1 500 horas, mas apenas em dias claros e quentes, especialmente durante as horas mais quentes, podendo ocorrer também à noite. A maioria dos ninhos é construída em pântanos recentemente inundados, especialmente em águas abertas na área periférica do pântano. É observada uma distância mínima de 10 metros entre os ninhos. O ninho é o centro de um território que é vigorosamente defendido pelo macho, utilizando os seus espinhos peitorais alargados. O diâmetro e a altura do ninho são em média 30 e 6 cm, respectivamente.
O início da construção do ninho é precedido por um ritual de acasalamento. Esta formação de pares consiste no macho e a fêmea nadando paralelos um ao outro e de frente um para o outro, contatando seus barbilhos, o macho estimulando os flancos da fêmea, com a natação de ambos até a superfície e a produção das primeiras bolhas no local do ninho, adicionando mais bolhas ao ninho em construção nesse processo. O macho produz a maior parte da espuma. Primeiro, o casal vai à superfície e nada de barriga para cima em pequenos círculos. A película da interface ar-água é então engolida e bombeada pelas brânquias, onde ganha muco. O movimento das barbatanas pélvicas agita a água e o muco, captura as bolhas de ar e as transforma em espuma. A fêmea pode adicionar algumas bolhas ao ninho em construção. O movimento da nadadeira pélvica difere entre os sexos; os machos movem suas nadadeiras pélvicas de um lado para o outro, enquanto as fêmeas abrem e fecham suas nadadeiras pélvicas.
O macho frequentemente mergulha até o fundo para coletar restos de plantas; são preferidos materiais filamentosos, que são tricotados no ninho pelo macho. O macho cria uma corrente ascendente de água com sua barbatana caudal que levanta os materiais vegetais. Então, ele usa os espinhos desenvolvidos da nadadeira peitoral para transportar o material até o ninho. O macho usa a boca e as nadadeiras peitorais para incorporar esse material à massa espumosa do ninho. As fêmeas, que não desenvolveram espinhos nas nadadeiras peitorais, não ajudam nesse transporte de restos de plantas. O resultado é o ninho em forma de cúpula com material vegetal frouxamente entrelaçado na parte superior, com outra fortemente entrelaçada na parte inferior, que flutua na superfície por causa da camada de bolhas onde os ovos são depositados.
A desova ocorre durante o dia. Há indícios de que a fêmea ingere os gametas masculinos e que a fertilização ocorre após o sêmen ter passado pelo seu trato digestivo. O casal forma a “posição em T”, no qual a fêmea coloca sua boca sobre a abertura genital do macho e coleta o esperma na boca. A fêmea descansa no fundo por 30 a 60 segundos e depois nada até o ninho, vira de cabeça para baixo e então bota os ovos. O H. littorale é um reprodutor múltiplo. O investimento na reprodução é alto nas fêmeas, pois elas podem desovar até 14 vezes durante a estação reprodutiva que dura 7 meses, e cada desova consiste em 6 000 a 9 000 ovos. Em média, duas a quatro fêmeas desovam simultaneamente, resultando num número médio de 20 000 ovos por ninho.
Os ovos adesivos estão localizados no centro do ninho, sob os restos de plantas, acima da superfície da água, e não em contato com a água do pântano, pobre em oxigênio. O macho guarda o ninho durante a incubação, que dura de dois a três dias dependendo da temperatura. O macho também fornece espuma regularmente ao ninho. A guarda e manutenção do ocorrem dia e noite. Depois de concluída a desova, o macho ataca as fêmeas que depositaram seus ovos no ninho, afastando-as. Apesar da intensa pressão de predação sobre ovos e larvas, o comportamento de guarda do macho se estende por apenas um ou dois dias após a eclosão. O macho ataca os invasores com seus grandes espinhos peitorais eretos; o ataque consiste em uma propulsão rápida em direção ao alvo, seguida por uma curva lateral brusca, que faz com que a borda externa áspera da coluna peitoral se arraste pelo alvo e cause abrasão.

## Interesse humano

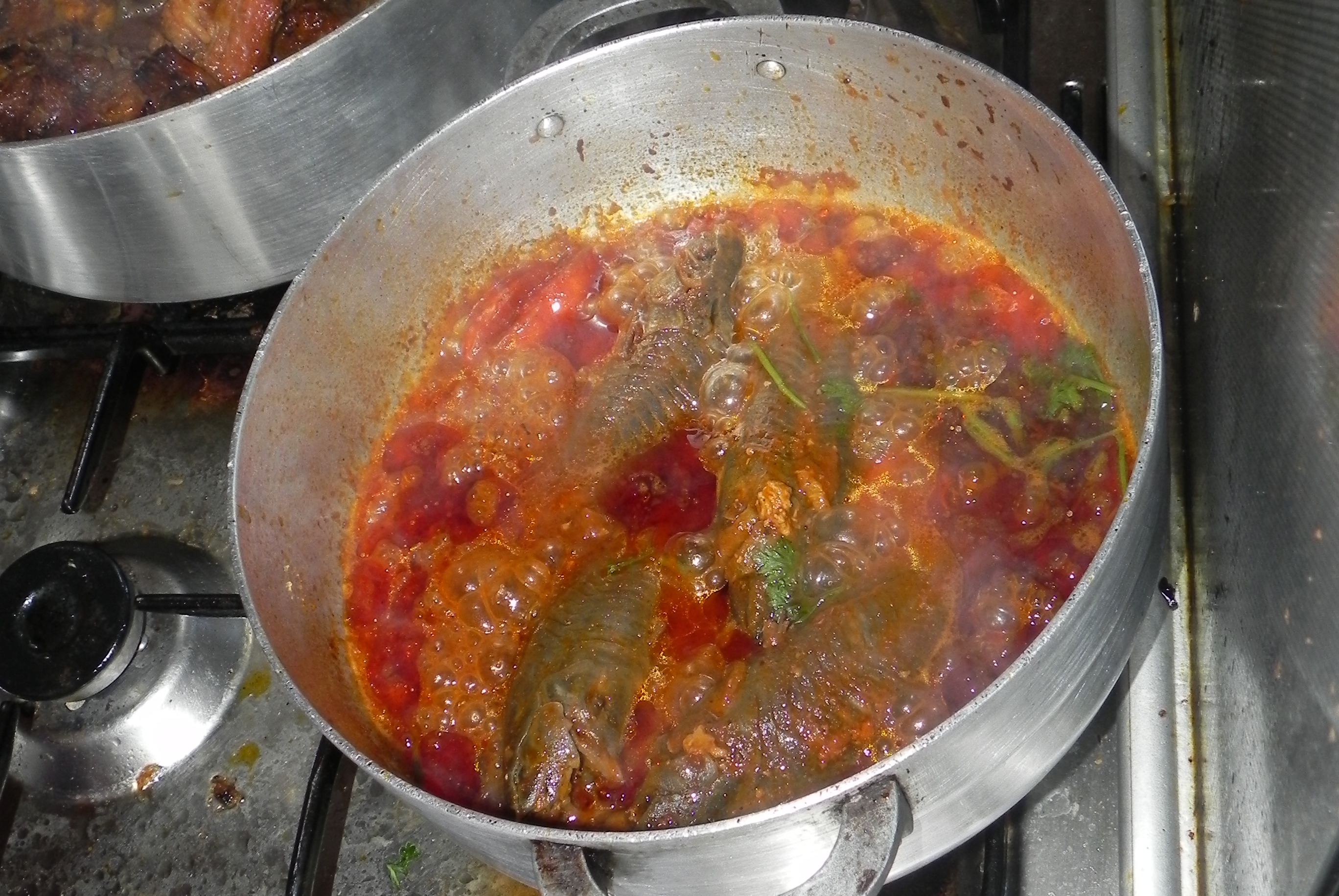
Uso na culinária caribenha.

É economicamente importante, amplamente pescado nos deltas do Amazonas e do Orinoco. Na Guiana, Guiana Francesa, Suriname e Trinidad, é um peixe bastante popular na alimentação. Também é uma espécie apreciada no aquarismo.
O H. littorale é cultivado comercialmente em Trindade e Tobago, Guiana e Suriname, onde atende o mercado local e de exportação, tendo atingido em 2001 um preço por quilograma de 8 dólares.

### Pesca amazônica
O tamoatá é um dos principais pescados da Ilha de Marajó, embora sua produção esteja em declínio: a região chegava a exportá-lo ao Suriname, na década de 1950. No Mercado Ver-o-Peso da cidade paraense de Belém, principal da região, a espécie chega a representar 6% do total de peixes desembarcados para venda.
As formas de captura principais são a tarrafa (redes circulares com pesos de chumbo distribuídos na borda) e o arrasto - quando dois ou três pescadores atravessam uma lagoa puxando uma rede e, assim, capturando os peixes ali existentes. No período de defeso a pesca é feita apenas para subsistência dos ribeirinhos.